# Xã Union, Quận Elkhart, Indiana
Xã Union (tiếng Anh: Union Township) là một xã thuộc quận Elkhart, tiểu bang Indiana, Hoa Kỳ. Năm 2010, dân số của xã này là 6.134 người.